# 3-丁炔酸
3-丁炔酸是一种有机化合物，化学式为C4H4O2。它可由炔丙基溴和镁在氯化汞催化下在乙醚中反应，再向溶液中通入二氧化碳、酸处理后得到。它也能通过3-丁炔醇经硝酸-重铬酸钠-高碘酸钠氧化制得。它和18%碳酸钾溶液于40 °C反应，再酸化后，可以异构为丁二烯酸。